# Pike County (Mississippi)
Das Pike County ist ein County im US-Bundesstaat Mississippi. Der Verwaltungssitz (County Seat) ist Magnolia. Das U.S. Census Bureau hat bei der Volkszählung 2020 eine Einwohnerzahl von 40.324 ermittelt.

## Geographie
Das County liegt im Süden von Mississippi, grenzt an Louisiana und hat eine Fläche von 1064 Quadratkilometern, wovon fünf Quadratkilometer Wasserfläche sind. Es grenzt an folgende Countys und Parishes:
|              | Lincoln County                |                               |
| Amite County |                               | Walthall County               |
|              | Tangipahoa Parish (Louisiana) | Washington Parish (Louisiana) |

## Geschichte

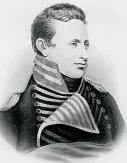
Z. Pike

Das Pike County wurde am 9. Dezember 1815 aus Teilen des Marion County gebildet. Benannt wurde es nach Zebulon Pike, einem General und Entdecker.
1912 müsste es Gebiete zur Gründung des Walthall County abgeben.

27 Bauwerke und Stätten des Countys sind im National Register of Historic Places eingetragen (Stand 2. Februar 2018).

## Demografische Daten
Nach der Volkszählung im Jahr 2000 lebten im Pike County 38.940 Menschen in 14.792 Haushalten und 10.502 Familien. Die Bevölkerungsdichte betrug 37 Personen pro Quadratkilometer. Ethnisch betrachtet setzte sich die Bevölkerung zusammen aus 51,25 Prozent Weißen, 47,53 Prozent Afroamerikanern, 0,19 Prozent amerikanischen Ureinwohnern, 0,33 Prozent Asiaten, 0,01 Prozent Bewohnern aus dem pazifischen Inselraum und 0,20 Prozent aus anderen ethnischen Gruppen; 0,50 Prozent stammten von zwei oder mehr Ethnien ab. 0,73 Prozent der Bevölkerung waren spanischer oder lateinamerikanischer Abstammung, die verschiedenen der genannten Gruppen angehörten.
Von den 14.792 Haushalten hatten 34,2 Prozent Kinder unter 18 Jahren, die mit ihnen lebten. 46,8 Prozent waren verheiratete, zusammenlebende Paare, 19,9 Prozent waren allein erziehende Mütter und 29,0 Prozent waren keine Familien. 26,5 Prozent aller Haushalte waren Singlehaushalte und in 12,0 Prozent lebten Menschen im Alter von 65 Jahren oder darüber. Die durchschnittliche Haushaltsgröße lag bei 2,57 und die durchschnittliche Familiengröße bei 3,12 Personen.
27,7 Prozent der Bevölkerung war unter 18 Jahre alt, 10,1 Prozent zwischen 18 und 24, 26,0 Prozent zwischen 25 und 44, 22,1 Prozent zwischen 45 und 64 Jahre alt und 14,2 Prozent waren 65 Jahre oder älter. Das Durchschnittsalter betrug 35 Jahre. Auf 100 weibliche kamen statistisch 88,0 männliche Personen und auf 100 Frauen im Alter von 18 Jahren oder darüber kamen 83,2 Männer.

Das durchschnittliche Einkommen eines Haushaltes betrug 24.562 USD, das einer Familie 29.415 USD. Männer hatten ein durchschnittliches Einkommen von 27.450 USD, Frauen 17.405 USD. Das Prokopfeinkommen lag bei 14.040 USD. Etwa 21,5 Prozent der Familien und 25,3 Prozent der Bevölkerung lebten unterhalb der Armutsgrenze.

## Städte und Gemeinden
| Cities - Magnolia - McComb | Towns - Osyka - Summit |